# Paweł z Koryntu
Paweł z Koryntu (ur. ?, zm. ?) – duchowny katolicki, w latach 1363-1379 arcybiskup metropolita Koryntu, od 1379 do swojej śmierci tytularny łaciński patriarcha Konstantynopola. 

## Życiorys
W 1363 roku został arcybiskupem Koryntu. Funkcję tę pełnił do 1379 roku. W tymże roku został mianowany tytularnym łacińskim Patriarchą Konstantynopola. Pełnił tę funkcję do swojej śmierci około 1375 roku.